# René Christensen
René Christensen, né le 31 octobre 1970 à Nykøbing Falster (Danemark), est un homme politique danois, membre du Parti populaire danois, puis des Modérés.

## Biographie
René Christensen suit une formation de mécanicien automobile à l'issue de laquelle il entame en 1990 une carrière comme employé dans l'industrie automobile.
Engagé au sein du Parti populaire danois, il est candidat aux élections législatives de février 2005, mais ne parvient pas à remporter de siège. Il est élu au conseil municipal de la commune de Guldborgsund lors des élections locales de novembre 2005.
Candidat aux élections législatives du 13 novembre 2007, il échoue une nouvelle fois à remporter un siège, mais devient le premier suppléant de son parti dans la circonscription de Seeland. À ce titre, il devient membre temporaire du Folketing quand la députée Mia Falkenberg part en congé maladie en janvier 2008, puis député de plein exercice quand elle démissionne en octobre. En 2009, il prend la présidence de la commission parlementaire sur l'alimentation, l'agriculture et la pêche.
Il est réélu lors des élections législatives de septembre 2011. Il est reconduit à la présidence de sa commission parlementaire après le scrutin. En février 2013, il devient le porte-parole de son groupe parlementaire pour les finances.
Il remporte un nouveau mandat lors des élections législatives de juin 2015. Il prend alors la présidence de la nouvelle commission parlementaire sur l'environnement et l'alimentation, un rôle qu'il quitte en avril 2016 pour être remplacé par Pia Adelsteen.
Il est réélu pour un quatrième mandat lors des élections législatives de juin 2019. Il retrouve après le scrutin la présidence de la commission parlementaire sur l'environnement et l'alimentation.
Dans les mois qui suivent l'élection de Morten Messerschmidt comme président du Parti populaire danois en janvier 2022, il fait partie des quelques députés à ne pas quitter le parti, et critique fortement ses collègues ayant fait le choix de rejoindre les Démocrates danois, une nouvelle formation. Il échoue à être réélu lors des élections législatives de novembre 2022, qui marquent le pire score de l'histoire du Parti populaire danois. Après le scrutin, il est consultant pour son parti jusqu'en janvier 2023.
En février 2024, il annonce son départ du Parti populaire danois pour rejoindre les Modérés, le parti centriste de l'ancien Premier ministre Lars Løkke Rasmussen. En décembre 2024, il annonce sa candidature aux prochaines élections législatives sous les couleurs de son nouveau parti.